# مأساة من ثلاثة فصول
مأساة من ثلاثة فصول، (بالإنجليزية: Three Act Tragedy)‏، رواية تحقيق من تأليف اغاثا كريستي، نشرت لأول مرة في الولايات المتحدة من قبل «شركة دود وميد» في 1934 تحت عنوان «جريمة من ثلاثة فصول»، وفي المملكة المتحدة من قبل «نادي كولنز للجرائم» في يناير 1935 تحت العنوان الأصلي الذي اختارته كريستي للرواية. ظهرت في الرواية شخصية هيركيول بوارو، وصديقه ساتيرثويت، وقد ظهر السيد ساتيرثويت سابقا في رواية «السيد كوين الغامض» التي نشرت عام 1930.

## ملخص الرواية
يتم تنظيم حفلة عشاء من قبل ممثل المسرح تشارلز كارترايت في منزله في كورنوول، وتتضمن قائمة المدعوين، إضافة إلى بوارو، كل من: الدكتور بارثولوموي ستراينج، الليدي ماري وإبنتها هيرميوني ليتون كوري (وتتم مناداتها ب«ايغ»)، الكابتن داكريس وزوجته سينثيا، ايميلي ويلز، اوليفز ماندارس، السيد ساتيرثويت، الكاهن وزوجته السيدة بادينغتون. يقوم كارترايت بإعداد شراب كوكتال ويتم توزيعه على الضيوف بواسطة إحدى الخادمات، وبعد شربه لكأس الكوكتال الذي قدم إليه، يموت الكاهن بادينغتون. يقتنع كارترايت بأن ما حدث كان جريمة قتل، لكن التحقيقات تشير إلى أن كأس الشراب الذي تناوله لا يحتوي أي سم، وأن وفاة الكاهن ترجع لأسباب طبيعية، رغم ذلك يبقى كارترايت مضطربا ويخبر بوارو أنه سيذهب في رحلة إلى مونتي كارلو.
في منزله في يوركشاير، يقيم الدكتور ستارينج حفل استقبال مع حضور أغلب المدعوين في الحفلة السابقة التي أقيمت في كورنوول، باستثناء هيركيول بوارو والسير تشارلز. يصل اوليفر مندراس إلى الحفلة رغم أنه ليس من المدعوين، ويتحجج بأن دراجته النارية قد تحطمت بالقرب من بوابة حديقة المنزل. رئيس خدم الدكتور ستراينج، الذي بدأ عمله مؤخرا، يخبر مستخدمه أن مريضة جديدة اسمها السيدة «د» قد وصلت إلى العيادة، ثم يقوم بتقديم الشراب للمدعوين، وبعد تناوله لكأسه، يموت الدكتور ستراينج، لكن لا يتم إيجاد أي سم في كاس الشراب الذي تناوله، ونتائج الفحص تشير إلى أنه توفي نتيجة تسممه بالنيكوتين، وبعد تشريح جثة الكاهن بادينغتون، يتضح أنه هو الآخر توفي نتيجة للتسمم بالنيكوتين.
يشرع بوارو في التحقيق في الحادثتين، بعد عودة السير تشارلز من مونتي كارلو. تقول خادمة في منزل الدكتور ستراينج أن الدكتور قام بإعطاء رئيس خدمه السابق إجازة لمدة شهرين، وقام بإحضار رئيس الخدم الجديد ايليس قبل أسبوعين من وفاته، لكن هذا الأخير اختفى من المنزل ولم يعثر له على أي أثر.
في غرفة ايليس، يجد كارترايت ورقة مخبأة، ويقترح أن ايليس كان يقوم بتهديد الدكتور ستراينج. في لندن، ايملي ويلز تقول أنها لاحظت شيئا غريبا خلال العشاء الذي أقيم في يوركشاير، حيث رأت علامة غريبة على اليد اليمنى لرئيس الخدم ايليس. يستقبل بوارو تلغراما من السيدة «د» التي تقيم في عيادة الدكتور ستراينج، لكن عند وصول بوارو إلى يوركشاير، يجد أن السيدة «د» قد تم قتلها بواسطة النيكوتين الذي كان مخبئا في علبة شكلاطة أرسلت إليها من شخص مجهول. يعود بوارو إلى كورنوول، وينجح في منع الآنسة ميلاري من تدمير أدوات مخبر كيميائي مخبأ في مبنى مهجور بالقرب من المنزل.
يقتنع بوارو بعدها أن السير تشارلز كارترايت هو من قام بقتل الكاهن بادينغتون، الدكتور ستراينج، السيدة «د»، وكان سببه في ذلك أنه أراد الزواج من «ايغ»، لكن زوجته الأولى وقفت عائقا في طريقه والتي تعاني حاليا نوعا من الجنون، وحسب القانون البريطاني، لا يمكن لكارترايت تطليق زوجته وهي في هذه الحالة، وبما أنه سيعجز عن قتل زوجته التي تقيم في مصحة، قرر أن يقتل الشخص الوحيد الذي يعلم بوجودها، الدكتور ستراينج، وقد أراد أن يختبر مدى نجاح خطته في قتل الدكتور من خلال إقامة الحفلة الأولى في كورنوول، حيث يقوم باستبدال الكأس التي تحتوي على السم والذي شربه الضحية بكأس أخرى لا تحتوي على السم، وكل هذا تحت أنظار بوارو، وقد اختار شراب الكوكتيل عمدا لأنه يعلم أن الدكتور ستراينج لا يشرب الكوكتيل، وكان أيضا متأكدا من ان «ايغ» لن تتناول الكأس التي تحتوي على السم لأنه قدم لها كأسها بنفسه، لكنه لم يقصد قتل الكاهن باديغتون بالذات، فكان بإمكان أي شخص من المدعوين (باستثنائه هو وايغ والدكتور) أن يتناول الكأس المسمومة بمن فيهم بوارو.
ثم انتقل لتنفيذ الجزء الثاني من الخطة، حيث اقنع صديقه الدكتور ستراينج بأن يسمح له بأن يلعب دور رئيس خدمه تحت اسم مستعار وهو ايليس على سبيل المتعة، ولعب دوره بإتقان، ونجح في قتل الدكتور ستراينج بنفس الطريقة التي قتل بها الكاهن بادينغتون، وقد أشارت سجلات الرحلات أنه سافر إلى مونتي كارلو اليوم الذي تلى وفاة الدكتور ستراينج وليس قبل ذلك كما ادعى، وهو أيضا من وضع رسالة التهديد التي تظاهر بإيجادها مخبأة في غرفة ايليس.
لكن السير تشارلز لم ينجح في خداع الجميع تلك الليلة كما اعتقد، حيث لاحظت ايميلي تلك العلامة الغريبة على يد ايليس، وأدركت أن ايليس ما هو إلا السير تشارلز متنكرا، وقد حاول السير تشارلز قتلها عندما تحدثت عما لاحظته تلك الليلة، لكن بوارو نجح في إنقاذها، أما السيدة «د»، فقد استعملها السير تشارلز لتشويش بوارو ومنعه من الوصول إلى الحقيقة، وقام بقتلها لأن بوارو لو قابلها لكانت أخبرته أنها لم ترسل أي تلغرام إليه، وفي الحقيقة السير تشارلز هو من قام بإرساله حتى يتوهم بوارو أن السيدة «د» تعلم شيئا هاما حول المجرم، وأن المجرم قام بقتلها لمنعها من البوح به، في الوقت الذي لم تكن لديها أية علاقة بالجريمتين.
الآنسة ميلاري كانت واقعة في حب السير تشارلز، ولهذا حاولت تدمير أدوات مخبر الكيمياء السري أين قام بإخفاء النيكوتين.

## الشخصيات
- هيركيول بوارو، المحقق البلجيكي الشهير، وصديق السير تشارلز.
- سير تشارلز كارترايت، ممثل مسرح مشهور.
- الدكتور بارثوموليو ستراينج، أخصائي أعصاب وصديق للسير تشارلز.
- ايغ، الاسم المختصر لهيرميوني ليتون غوري، شابة جذابة.
- الليدي ماري، والدة ايغ، تمر بظروف مالية صعبة وتحاول إيجاد زوج ثري لإبنتها.
- الكابتن داكريس، رجل يحب لعب القمار.
- سينثيا داكريس، زوجة الكابتن، مصممة أزياء مشهورة.
- الكاهن بادينغتون، القسيس المحلي يعيش بالقرب من منزل السير تشارلز.
- السيدة بادينغتون، زوجته.
- ايميلي ويلس، كاتبة مسرحية.
- اوليفر ماندراس، رجل شاب مهتم ب'ايغ'
- السيد ساترثويت، رجل اجتماعي وشديد الملاحظة، يساعد بوارو في إيجاد المجرم.
- الآنسة ميلاري، خادمة في منزل السير تشارلز.
- السيدة «د»، مريضة مقيمة في عيادة الدكتور ستراينج.
- ايليس، رئيس الخدم الجديد في منزل الدكتور ستراينج.

## الاقتباس
- تم اقتباس فيلم بريطاني-أمريكي من الرواية عام 1986 من بطولة بيتر اوستينوف بدور هيركيول بوارو وتم استبدال شخصية ساتيرثويت بشخصية الكابتن هيستنغز.
- تم اقتباس إحدى حلقات مسلسل "اغاثا كريستي بوارو" من الرواية عام 2010 من بطولة ديفيد سوشتي بدور هيركيول بوارو ومن إنتاج قناة ITV البريطانية، ولم تحمل الحلقة العديد من التغييرات على أحداث وشخصيات الرواية.[4]

## العناوين العالمية
حافظت أغلب الترجمات على العنوان الأصلي للرواية الذي نشرت به بريطانيا.
ترجمت الرواية إلى العربية:
- مأساة من ثلاثة فصول - دار الأجيال للنشر.[5]
- جريمة من ثلاث فصول - مكتبة جرير.[6]
- مأساة من ثلاثة فصول - عمر عبد العزيز أمين، دار ميوزيك للطبع والنشر، وتحمل الرواية الرقم (77) ضمن السلسلة.[7]
- ساحر النساء - دار الجيل للطبع والنشر والتوزيع.[8]
- الضحية الثالثة (مختصرة من مكتبة معروف).[9]

## روابط خارجية
- معلومات حول الرواية في الموقع الرسمي لأغاثا كريستي (باللغة الإنجليزية).
- معلومات حول الفيلم المقتبس من الرواية عام 1986(باللغة الإنجليزية).
- معلومات حول حلقة مسلسل «اغاثا كريستي بوارو» المقتبسة من الرواية (باللغة الإنجليزية).
- معلومات حول الرواية في الموقع الرسمي لدار الأجيال (باللغة العربية).